# Classificació xinesa de Desordres Mentals
La Classificació xinesa de Trastorns Mentals (CCMD de Chinese Classification of Mental Disorders; xinès: 中国精神疾病分类方案与诊断标准), publicada per la Societat Xinesa de Psiquiatria, és una guia clínica utilitzada a la Xina per la diagnosi de trastorns mentals. És actualment en una tercera versió, el CCMD-3, escrit en xinès i anglès. És intencionadament similar en l'estructura i categorització a l'ICD i DSM, el dos manuals de diagnòstic més coneguts, tanmateix inclou algunes variacions en les seves diagnosis principals i al voltant de 40 diagnòstics relacionats amb factors culturals.

## Història
El primer esquema classificatori psiquiàtric xinès es va publicar el 1979. Un sistema de classificació revisat, el CCMD-1, va estar disponible el 1981 i posteriorment modificat el 1984 (CCMD-2-R). El CCMD-3 va ser publicat el 2001.
Molts psiquiatres xinesos van creure que el CCMD va tenir avantatges especials sobre altres manuals, com ara simplicitat, estabilitat, la inclusió de categories culturalment distintives, i l'exclusió de certes categories de diagnòstic occidentals. La traducció xinesa de l'ICD-10 es va veure lingüísticament excessivament complicada, contenint frases molt llargues i sintaxi i termes incòmodes (Lee, 2001).

## Categories de diagnòstic
La diagnosi de depressió és inclosa en el CCMD, amb molts criteris similars a l'ICD o DSM, amb el nucli havent-hi estat traduït com 'esperits baixos'. Tanmateix, la neurastènia és una diagnosi més central. Tot i que també es troba en l'ICD, la seva diagnosi agafa una forma particular dins la Xina, anomenat 'henjing shuairuo', el qual emfasitza queixes somàtiques així com fatiga o sentiments deprimits. La neurastènia és un diagnostic menys estigmatitzador que la depressió a la Xina, sent conceptualment distint d'etiquetes psiquiàtriques, i és utilitzat per encaixar amb la tendència a expressar assumptes emocionals en termes somàtics. El concepte de la neurastènia com a malaltia del sistema nerviós és també utilitzat per cabre bé amb l'epistemologia tradicional xinesa sobre les causes de les malalties en la base de disharmonia d'òrgans vitals i desequilibri de qi.
La diagnosi d'Esquizofrènia és inclosa en el CCMD. És aplicada bastant de bon grat i de forma àmplia en la psiquiatria xinesa.
Alguns noms de diagnòstics són diferents, per exemple, més que Trastorn límit de la personalitat com en el DSM, o Trastorn d'Inestabilitat Emocional de la Personalitat com en l'ICD, el CCMD té desordre de personalitat impulsiva.
Diagnòstics que són més específics per a la cultura xinesa o asiàtica, encara que també poden ser perfilats en l'ICD (o a la secció de glossari del DSM), inclou:
- Koro o Síndrome de retracció genital: por excessiva al retrocés o retracció al cos dels genitals (i també els pits en algunes dones) .
- Zou huo ru mo (走火入魔) o desviació qigong (氣功偏差): és una condició mental caracteritzada per la percepció que hi ha un flux incontrolat de qi al cos. Altres queixes inclouen dolors localitzats, mal de cap, insomni i moviments espontanis incontrolats.[1][2]
- Trastorns mentals a causa de superstició o bruixeria.
- Psicosi Tràveling

El CCMD-3 llista diversos "trastorns de preferència sexual" incloent-hi homosexualitat ego-distònica, però no reconeix la pedofília.